# Symplocos octopetala
Symplocos octopetala är en tvåhjärtbladig växtart som beskrevs av Olof Swartz. Symplocos octopetala ingår i släktet Symplocos och familjen Symplocaceae. Inga underarter finns listade i Catalogue of Life.